# Tevul Yom
Tevul Yom (en hebreu: מסכת טבול יום) (transliterat: Masechet Tevul Yom) és un tractat de l'ordre de Tohorot, de la Mixnà i el Talmud babilònic. És un tractat molt tècnic, que tracta sobre les lleis relatives a la impuresa ritual. Segons les lleis rabíniques, un sacerdot cohen s'ha de submergir a la micvé, però no pot menjar de l'ofrena del Temple fins després de posar-se el sol. Un recipient que ha esdevingut impur degut a una criatura impura, ha de ser submergit en una micvé, i solament aleshores es pot fer servir aquest recipient en fosquejar, quan s'ha posat el sol. Fins a la posta de sol, la persona i el recipient són anomenats tevul yom.
El tevul yom no pot menjar de l'ofrena del Temple abans del vespre. La paraula tevul yom es refereix a una persona que s'ha submergit en una micvé, però que no serà ritualment pura fins a la posta del sol. El concepte prové dels següents versicles:
"Aquestes són, entre les bestioles que s'arrosseguen per terra, les que considerareu impures. Qui toqui un d'aquests animals morts, quedarà impur fins al vespre. També quedarà impur qualsevol objecte damunt el qual caigui morta alguna d'aquestes bestioles, sigui un objecte de fusta, una roba, una pell, un sac o qualsevol dels estris d'ús corrent. L'objecte serà esbandit amb aigua i quedarà impur fins al vespre; després ja serà pur."(Levític 11:31-32).
"Aquest sacerdot quedarà impur fins al vespre i no menjarà cap ofrena santa mentre no s'hagi rentat amb aigua. Des de la posta del sol, quedarà pur i podrà menjar de l'ofrena santa, que és l'aliment reservat als sacerdots."(Levític 22:6-7).